# جاكوب تورنر
جاكوب تورنر (بالإنجليزية: Jacob Turner)‏ هو لاعب كرة قاعدة أمريكي، ولد في 21 مايو 1991 في سانت تشارلز في الولايات المتحدة.

## وصلات خارجية
- جاكوب تورنر على موقع دوري كرة القاعدة الرئيسي (الإنجليزية)
- جاكوب تورنر على موقع دوري كوريا الجنوبية لكرة القاعدة (الإنجليزية)
- جاكوب تورنر على موقعبيزبول رفرنس.كوم (الدوري الرئيسي) (الإنجليزية)
- جاكوب تورنر على موقعبيزبول رفرنس.كوم (الدوري الثانوي) (الإنجليزية)
- جاكوب تورنر على موقع إي إس بي إن.كوم (أم.أل.بي) (الإنجليزية)
- جاكوب تورنر على موقع مشجعي الرسوم البيانية (الإنجليزية)